# 保科正景
保科 正景（ほしな まさかげ）は、上総飯野藩の第2代藩主。
元和2年（1616年）9月5日、初代藩主・保科正貞の長男として生まれる。正貞は廃嫡されて流浪した経緯があったため、はじめは小出吉英の三男・保科正英が養子として迎えられ、正景には家督相続権が無かった。しかし正貞が藩主として復帰すると世子となり、寛文元年（1661年）に父の死去で跡を継ぐこととなった。このとき、正英に2000石を分知している。
寛文5年（1665年）に大坂加番に任じられ、寛文10年（1670年）に日光祭礼奉行となる。延宝5年（1677年）に大坂定番になり、丹波国内で5000石を加増されて2万石となった。貞享3年（1686年）10月、四男の正賢に家督を譲って隠居し、元禄13年（1700年）5月16日に藩邸にて死去した。享年85。

## 系譜
父母
- 保科正貞（父）
- 方安院 ー 上原氏、側室（母）

正室
- 翠松院 ー 松平忠国の娘

子女
- 保科正賢（四男）生母は翠松院（正室）
- 九鬼隆常継室
- 戸田氏胤正室

長男と次男と三男は早世